# Antoni Banaś
Antoni Banaś (* 11. Juni 1873 in Kalwarya, Galizien; † 3. Juni 1936 in Krakau) war ein polnisch-österreichischer Politiker, Bezirksrichter, Gutsbesitzer und Abgeordneter zum Österreichischen Abgeordnetenhaus.

## Leben
Banaś wurde als Sohn des Gutsbesitzers und Kaufmanns Józef Banaś geboren. Er besuchte bis 1893 das Jan Sobieski-Gymnasium in Krakau und studierte in der Folge zwischen 1893 und 1897 Rechtswissenschaft an der Universität Krakau. Im Jahr 1902 promovierte Banaś schließlich in Krakau zum Doktor der Rechte (Dr. iur.). Seinen Militärdienst leistete er in der Folge als Einjährig-Freiwilliger beim „k.u.k. Galizischen Infanterie Regiment „Graf Daun“ Nr. 56“ in Krakau ab. Nach seinem Studium trat er in den Gerichtsdienst in Galizien ein und war 1898 Auskultant am Bezirksgericht Kalwarya. Im Jahr 1899 wechselte Banaś an das Kreisgericht Wadowice, bevor er 1900 als Adjunkt dem Bezirksgericht Myślenice zugeteilt wurde. 1902 kam er als Adjunkt an das Bezirksgericht Kalwarya, wo er 1908 auch das Amt eines Bezirksrichters antrat. Banaś stieg im Jahr 1913 zum Vorstand des Bezirksgerichtes in Kalwarya auf, wurde jedoch noch im selben Jahr beurlaubt. Trotzdem wurde er 1916 zum Landesgerichtsrat ernannt. Nach dem Ausbruch des Ersten Weltkriegs stand Banaś ab 1916 im Kriegsdienst, wobei er als Oberleutnant-Auditor am Feldkriegsgericht des Militärkommandos Krakau eingesetzt war.
Banaś war ab 1911 Mitglied der Bezirksvertretung von Wadowice. Er kandidierte bei der Reichsratswahl 1911 im Wahlbezirk Galizien 37 für die Polnische Volkspartei und wurde am 17. Juli 1911 zum Mitglied des Österreichischen Abgeordnetenhaus gewählt. Er gehörte in der Folge dem Abgeordnetenhaus bis zum 12. November 1918 an. Er gehörte dem Polenklub an und war Mitglied der Polnischen Volkspartei-Piast (Polskie Stronnictwo Ludowe Piast).
Banaś war röm.-kath. Konfession und heiratete 1911 Zofia Sterkowiczówna. Er wurde Vater von fünf Söhnen und einer Tochter.